# ایک آلتگنز
ایک آلتگنز (انگلیسی: Ike Altgens; ۲۸ آوریل ۱۹۱۹ – ۱۲ دسامبر ۱۹۹۵) عکاس، هنرپیشه، و روزنامه‌نگار اهل ایالات متحده آمریکا بود. وی بین سال‌های ۱۹۳۸ تا ۱۹۷۹ میلادی فعالیت می‌کرد.